# Norr-Abborrtjärnen (Fors socken, Jämtland)
Norr-Abborrtjärnen är en sjö i Ragunda kommun i Jämtland och ingår i Indalsälvens huvudavrinningsområde. Sjön har en area på 0,263 kvadratkilometer och ligger 335,1 meter över havet. Sjön avvattnas av vattendraget Kvarnån (Långsjönäsån).

## Delavrinningsområde
Norr-Abborrtjärnen ingår i det delavrinningsområde (697901-153290) som SMHI kallar för Inloppet i Långsjön. Medelhöjden är 352 meter över havet och ytan är 8,45 kvadratkilometer. Räknas de 4 avrinningsområdena uppströms in blir den ackumulerade arean 20,14 kvadratkilometer. Kvarnån (Långsjönäsån) som avvattnar avrinningsområdet har biflödesordning 2, vilket innebär att vattnet flödar genom totalt 2 vattendrag innan det når havet efter 83 kilometer. Avrinningsområdet består mestadels av skog (72 procent) och sankmarker (22 procent). Avrinningsområdet har 0,27 kvadratkilometer vattenytor vilket ger det en sjöprocent på 3,2 procent.